# Étaules (Charente-Maritime)
Étaules – miejscowość i gmina we Francji, w regionie Nowa Akwitania, w departamencie Charente-Maritime.
Według danych na rok 1990 gminę zamieszkiwały 1413 osoby, a gęstość zaludnienia wynosiła 122 osób/km² (wśród 1467 gmin regionu Poitou-Charentes Étaules plasuje się na 203. miejscu pod względem liczby ludności, natomiast pod względem powierzchni na miejscu 750.).